# Hamilton Bower

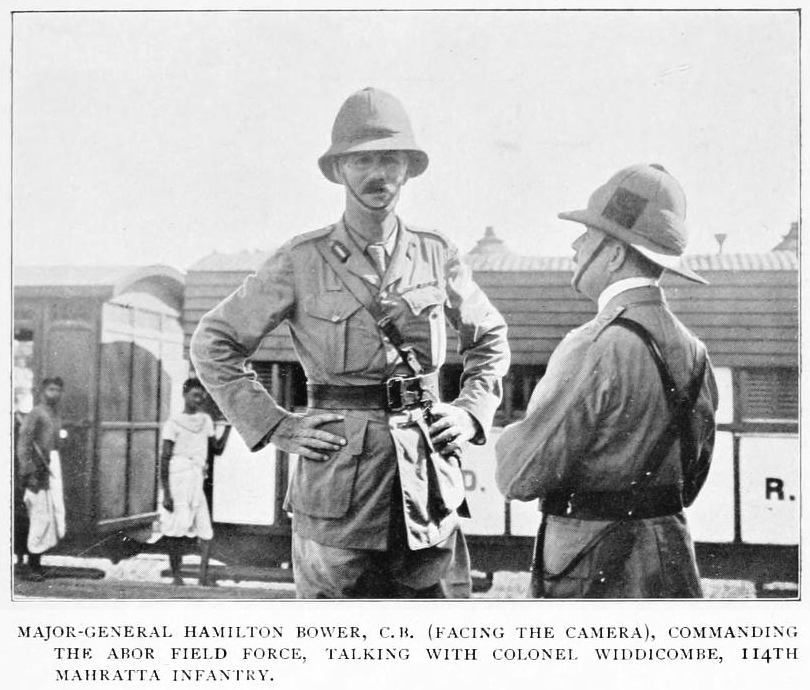
Hamilton Bower

Hamilton Bower  (1858–1940) was een Brits officier, verbonden aan de inlichtingendienst van het leger in Brits-Indië. Zijn naam is verbonden aan het zogenaamde Bower Manuscript dat hij in 1890 verwierf.
Hamilton Bower voerde in 1889-1890 een opdracht uit om de moordenaar van Andrew Dalgleish te arresteren. Dalgleish was een Schotse handelaar, die echter ook regelmatig opdrachten voor de regering van Brits-Indië uitvoerde. Hij was vermoord tijdens een tocht over de Karakorampas.

## Het Bower Manuscript

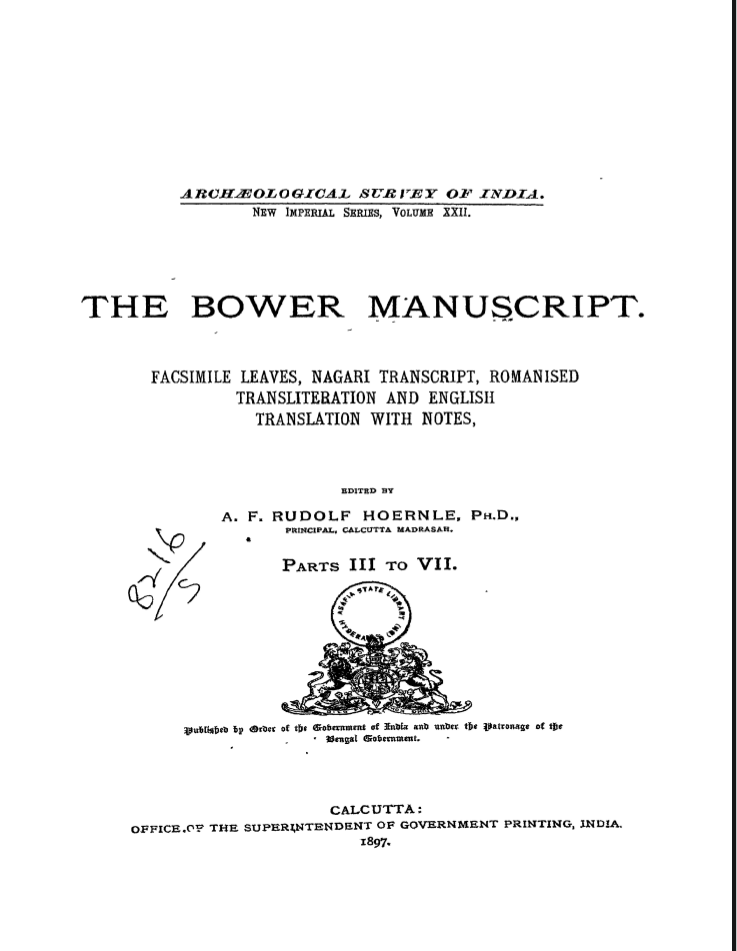
Titelblad van de uitgave door Rudolf Hoernlé

De speurtocht bracht Hamilton in Kucha. Hij wist daar het manuscript van een inwoner van de stad te kopen. Het manuscript bestaat feitelijk uit zeven delen. Het is een van de oudste verhandelingen op het gebied van de Indiase geneeskunde, de Ayurveda.
Het is een berkenbasttekst geschreven in het Guptaschrift.

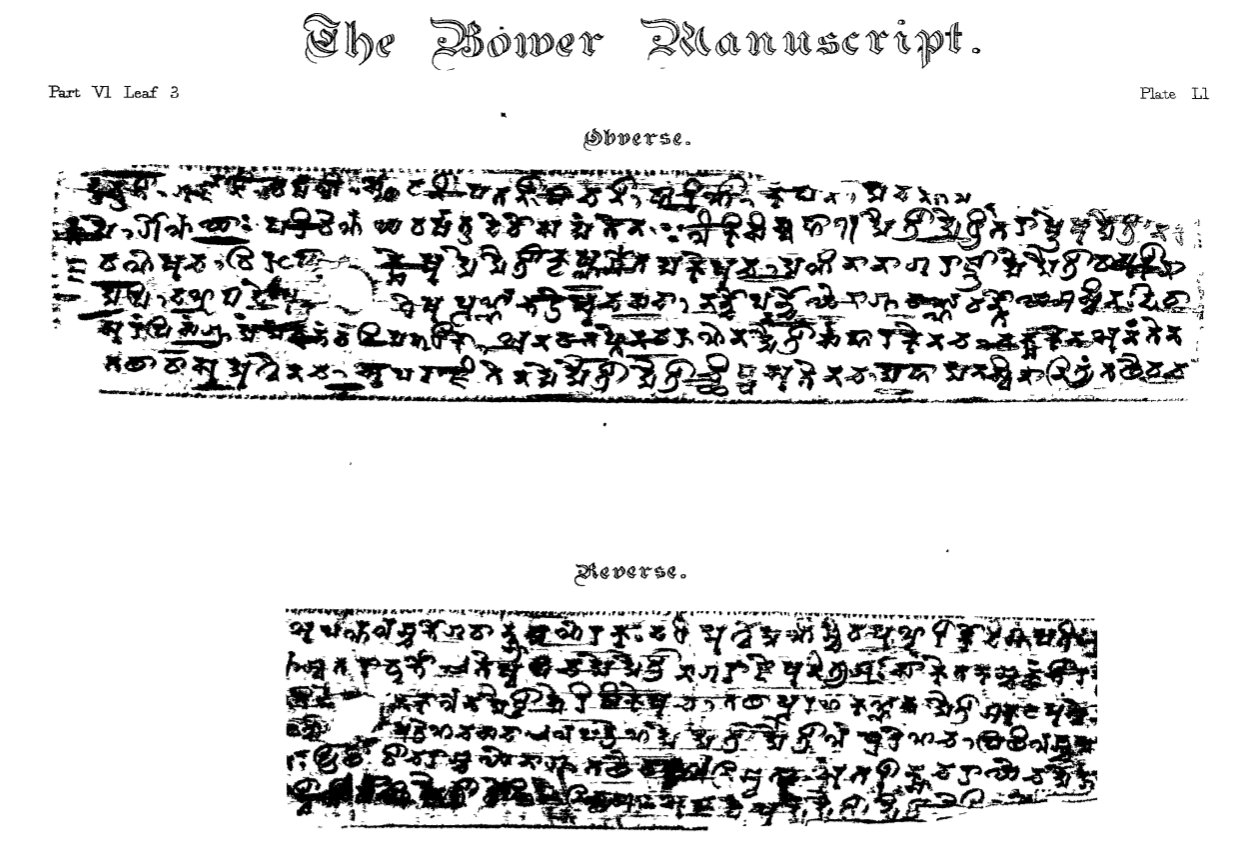
Twee bladen van het manuscript

De tekst werd uiteindelijk vertaald door Rudolf Hoernlé en in een complete uitgave in 1897 gepubliceerd. Hoernlé dateerde de tekst in de vierde eeuw. Latere studies aan het eind van de twintigste eeuw hebben dat gecorrigeerd naar het begin van de zesde eeuw.
De vondst en de publicatie van het manuscript veroorzaakten een sensatie in de toenmalige wereld van de indologie. Het vestigde voor het eerst de wetenschappelijke aandacht op vrijwel vergeten boeddhistische beschavingen in het toenmalige Chinees Turkestan. De publicatie leidde tot een aanzienlijk aantal expedities in Chinees Turkestan in de decennia daarna en zoektochten naar andere restanten van de oude boeddhistische beschavingen op dit deel van de zijderoute.
In het decennium daarna werden dan ook in 1908 en 1909 in hetzelfde gebied door respectievelijk Aurel Stein en Paul Pelliot grote aantallen van de manuscripten van Dunhuang verworven. Het Bower Manuscript maakt nu deel uit van de collectie van de Bodleian Library.

## Missie in Tibet
In 1891 werd Hamilton op een spionagemissie naar Tibet gezonden. Met een andere Britse officier en een Indiase pundit-surveyor probeerde hij vanuit het westen van Tibet Lhasa te bereiken. Voordat hij de stad bereikte werden ze echter ontdekt en uiteindelijk gedwongen om naar het oosten te reizen. Via Kham en Tachienlu verliet Hamilton weer het Tibetaanse gebied. Hamilton publiceerde zijn dagboeken over de reis in een boek getiteld Diary of a Journey Across Tibet.

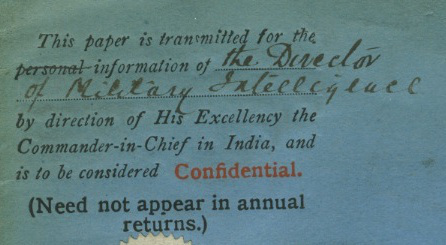
Aantekening van het geheime karakter van het rapport. Voor dit rapport, zie

Hij schreef ook een rapport voor zijn opdrachtgevers  Some notes on Tibetan Affairs . Dat rapport werd niet gepubliceerd. Het was alleen bestemd voor de directeur van de Militaire Inlichtingendienst en was strikt vertrouwelijk. Uit een aantekening voor de Britse onderhandelingsdelegatie tijdens de besprekingen die leidden tot het Akkoord van Simla in 1912 is duidelijk, dat het rapport wel onderdeel van het Britse dossier was. De aantekening vervolgt echter, dat the present pamphlet contains his remarks on the government, commerce, etc, of Tibet and China, which it is politically undesirable to publish and it is therefore issued confidentially.
Uit het rapport blijkt dat het Hamilton met name ging om de vooruitzichten van de Britse handel met Tibet (vooral thee) en dat hij daarbij in feite een militaire actie voorstelde om de markt in Tibet voor meer producten uit Brits-Indië te openen. Dat was in overeenstemming met de opvattingen van Lord Curzon, de gouverneur-generaal.
Zijn rapport werd echter in Londen nauwelijks serieus genomen. Hamilton werd als een doldrieste havik beschouwd. Als Lord Curzon in 1903 dan toch een Britse Veldtocht in Tibet laat plaatsvinden, ontmoet dat dan ook hevige oppositie in Londen. De door de regering van Brits-Indië aan Tibet opgelegde voorwaarden werden in 1906 door de regering in Londen al aanzienlijk verzacht.
Hamilton schreef ook nog over enkele andere zaken in het rapport. Hij was ervan overtuigd dat de meeste voorgangers van de toenmalige dalai lama (Thubten Gyatso) vergiftigd waren. Hij beschreef correct dat de feitelijke macht in handen van Tibetaanse regenten lag.
Er staan ook enkele grote onjuistheden in het rapport. Zo vermeldde Bower een inwoneraantal van Centraal-Tibet, Kham en Amdo gezamenlijk van acht miljoen, terwijl het feitelijke aantal nooit meer dan tweeënhalf miljoen kon zijn.